# 上元門駅
上元門駅（じょうげんもんえき）は、中華人民共和国江蘇省南京市鼓楼区燕江路、永済大道と中央北路の交叉点にある、南京地下鉄3号線の駅である。

## 歴史
- 2015年4月1日3号線の駅として開業。

## 駅構造

### のりば
| 番線 | 路線            | 方面                                   | 行先        |
| ---- | --------------- | -------------------------------------- | ----------- |
|      | 南京地下鉄3号線 | 星火路・林場・南京北駅・花旗営 方面    | 琥珀泉 行き |
|      | 南京地下鉄3号線 | 雨花門・大明路・誠信大道・秣周東路方面 | 秣陵 行き   |

## 隣の駅
南京地下鉄
■3号線
柳洲東路駅- 上元門駅- 五塘広場駅